# Anne Buydens
Anne Buydens-Douglas (ur. 23 kwietnia 1919 w Hanowerze, zm. 29 kwietnia 2021 w Beverly Hills) – amerykańska producentka filmowa pochodzenia niemieckiego. Była drugą żoną aktora Kirka Douglasa (od 1954 do jego śmierci w 2020).

## Życiorys

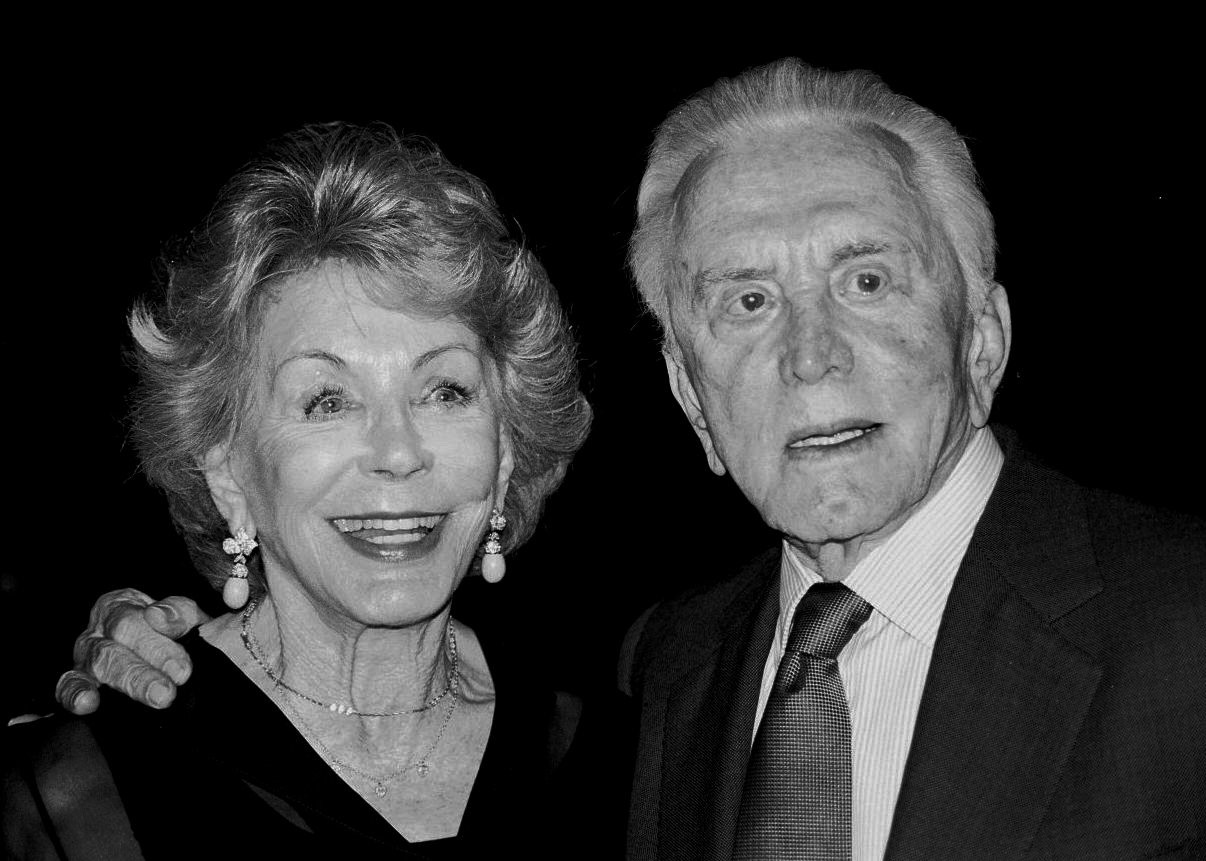
Anne Buydens z Kirkiem Douglasem (2003)

Urodziła się w niemieckim Hanowerze, jednak gdy była nastolatką wyemigrowała wraz z rodziną do Belgii. Później mieszkała także w Szwajcarii i Francji. Poznała kilka języków, mówiła  m.in. po angielsku, niemiecku, francusku i po włosku. Na początku lat 50. związała się z branżą filmową. Pracowała m.in. jako asystentka reżysera Johna Hustona przy filmie Moulin Rouge (1952). W 1953, w Paryżu podczas realizacji filmu Ich wielka miłość poznała Kirka Douglasa. Byli małżeństwem od 29 maja 1954. Mieli dwóch synów: Petera (ur. 1955) i Erica (ur. 1958, zm. 2004 wskutek przedawkowania narkotyków). Była macochą Michaela.
Działała również charytatywnie, była współzałożycielką centrum badań nad nowotworami kobiet.
Zmarła 29 kwietnia 2021 w wieku 102 lat, w Beverly Hills.